# One California Plaza
One California Plaza est un gratte-ciel de 176 mètres de haut et de 42 étages situé dans le quartier de Bunker Hill du centre - ville de Los Angeles en Californie . Avec un deuxième gratte-ciel, Two California Plaza, il comprend le projet California Plaza. Le site abrite également le musée d'art contemporain de Los Angeles, la Colburn School of Performing Arts, le Los Angeles Omni Hotel et un plan d'eau de 6100 mètres carrés.
Achevé en 1985, One California Plaza propose 98 000 m2 de bureaux. Les tours ont été conçues par Arthur Erickson Architects et nommées au BOMA Building of the Year en 1989.
California Plaza était un projet de 1,2 milliard de dollars prévu pour une durée de dix ans. Commencée en 1983, la tour Two California Plaza a été achevée en 1992 lors d'un effondrement important du marché immobilier du centre-ville de Los Angeles. La tour a ouvert avec seulement 30 pour cent de son espace loué et le taux d'inoccupation global dans les bureaux du centre-ville a approché 25 pour cent. Il a fallu près de 10 ans avant que d'importants immeubles de grande hauteur ne soient à nouveau achevés dans le centre-ville de Los Angeles. Plusieurs plans extérieurs du bâtiment en construction peuvent être vus dans le film d'action Tonnerre de feu sorti en 1983.
Le California Plaza devait initialement inclure 3 immeubles de bureaux de grande hauteur au lieu des deux achevés. Three California Plaza un 65 étages, était prévu pour un site juste au nord de 4th Street, juste en face de Olive Street et des deux premières tours de bureaux de California Plaza. Elle aurait dû abriter le siège permanent du Metropolitan Water District.
La construction et le coût de 23 millions de dollars du bâtiment abritant le musée d'art contemporain de Los Angeles, situé sur Grand Avenue faisaient partie d'un accord négocié par la ville avec le promoteur du projet de réaménagement du California Plaza, Bunker Hill Associates, qui a reçu l'attribution d'une parcelle de terrain de propriété publique de 4,5 hectares,.
One California Plaza a été acheté le 6 juin 2017 grâce à un partenariat entre Rising Realty Partners et Colony Northstar, Inc.[réf. nécessaire]

## Voir également
- Liste des bâtiments les plus hauts de Los Angeles

## Les références
1. 1 2  « One California Plaza » [archive du 14 juillet 2011], Maquire Properties (consulté le 26 décembre 2008)
2. ↑  Richard W. Stevenson, « Office Glut Spreads in California », The New York Times,‎ 11 novembre 1991 (lire en ligne, consulté le 13 août 2010)
3. ↑  Brad Berton, « Los Angeles Community Redevelopment Agency's notice of default suit against Bunker Hill Associates », The Los Angeles Business Journal,‎ 26 avril 1993 (lire en ligne, consulté le 13 août 2010)
4. ↑  Tim Rutten, « What MOCA really needs », Los Angeles Times,‎ 6 décembre 2008 (lire en ligne)
5. ↑  Tome Hayes, « Los Angeles: For Downtown, An Ambitious Mixed-Use Project », The New York Times,‎ 12 mai 1985 (lire en ligne, consulté le 13 août 2010)